# ポークたまごおにぎり

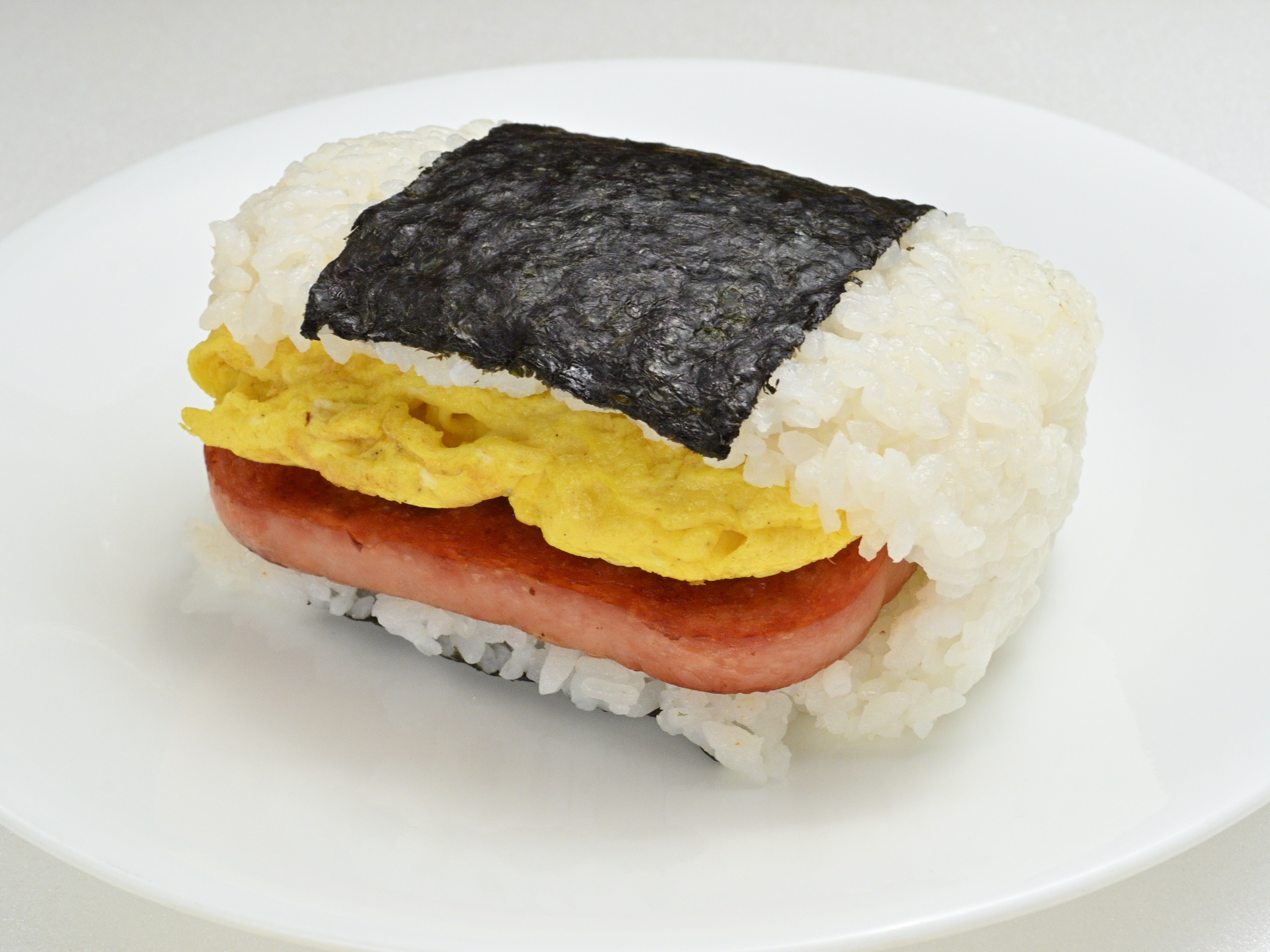
ポークたまごおにぎり

ポークたまごおにぎりは、ポーク玉子（ポークランチョンミートと薄焼き卵）を具材にしたおにぎりである。沖縄県発祥の料理とされる。「ポーたま」の略称でも親しまれている。

## 概要

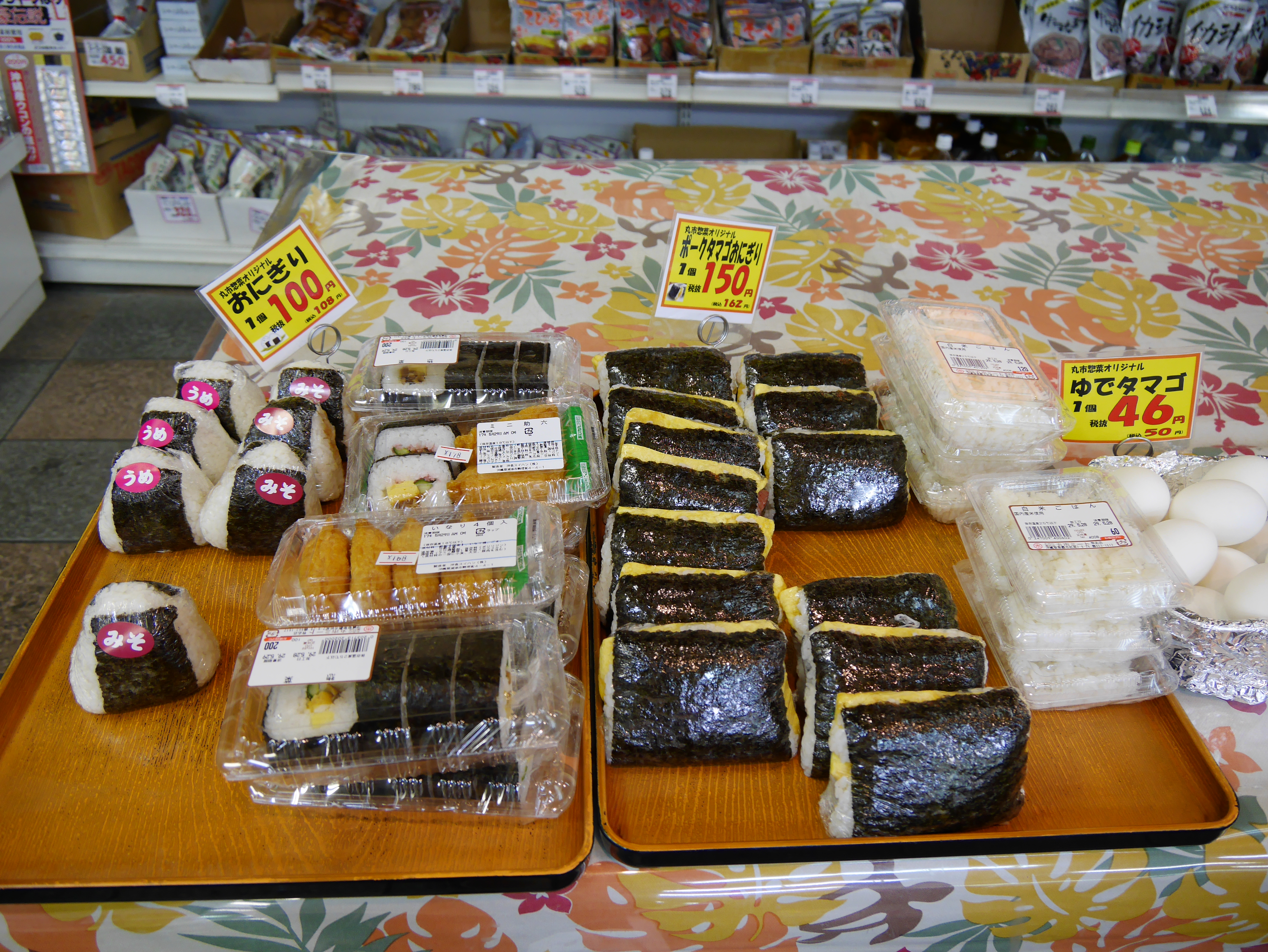
ポークタマゴおにぎり（中央列）

第二次世界大戦後のアメリカ合衆国による沖縄統治時代にアメリカ軍によって持ち込まれた缶入りポークランチョンミートが、「ポーク」という略称で一般家庭の食材として定着し、様々な料理の素材として用いられるようになっていったが、スライスして両面を焼いた「ポーク」を、総菜としての卵料理と組み合わせたのが、沖縄の大衆食堂の定食メニュー「ポーク玉子」であり、そこから派生して、焼いた薄切り「ポーク」と折り畳んだ薄焼き卵の組み合わせを基本の具材とした海苔巻きおにぎり風の料理が、一般的なポーク玉子おにぎりである。沖縄のソウルフードと呼ぶ人も多い。
「おにぎり」の一種ではあるものの、具材を御飯で包み込む（握る）通常のおにぎりとは異なり、ポークと薄焼き卵を御飯と海苔でU字に折りたたむように挟んだ形状が一般的。具材を御飯と海苔で折りたたんで包む点では「おにぎらず」と形状が類似するが、おにぎらずよりも歴史は古い。
当地では、スーパーマーケットやコンビニ、多くの大衆食堂でも売られているが、専門店も誕生しており、沖縄県外や日本国外への展開もみられる。

## 起源
ハワイで食されるスパムむすび（スパムおにぎり）が起源で、移民達により沖縄に広まって「ポークたまごおにぎり」となったとの説がある。